# تپه قلعه قره چمن
تپه قلعه قره چمن مربوط به دوره ساسانیان تا سدهٔ ۷ ه.ق است و در شهرستان بستان‌آباد، بخش تیکمه داش، روستای قره چمن واقع شده و این اثر در تاریخ ۱۷ اسفند ۱۳۸۱ با شمارهٔ ثبت ۷۷۹۸ به‌عنوان یکی از آثار ملی ایران به ثبت رسیده است.